# Сандра Шарић
Сандра Шарић (Сењ, 8. мај 1984) хрватска је такмичарка у теквондоу и бивша евеопска првакиња.
Члан је Теквондо клуба Металац из Загреба.
Поред освајања титуле првака Европе, највећи успех у досадашњем току спортске каријере, остварила је освајањем бронзане медаље на Олимпијским играма 2008. у Пекингу.
Добитница је највеће хрватске Државне награде за шпорт „Фрањо Бучар“ за 2008. годину.